# Chiridota smirnovi
Chiridota smirnovi is een zeekomkommer uit de familie Chiridotidae.
De wetenschappelijke naam van de soort werd in 1996 gepubliceerd door Massin.